# Pueblo vepsio
Los vepsios son una etnia dentro de los pueblos fino-bálticos que hablan vepsio, lengua parcialmente inteligible para los fineses y los estonios. Antiguamente habitaban en una gran área al sur y al este de Carelia y en las orillas del lago Ladoga, pero su población ha disminuido en los últimos años.

## Historia

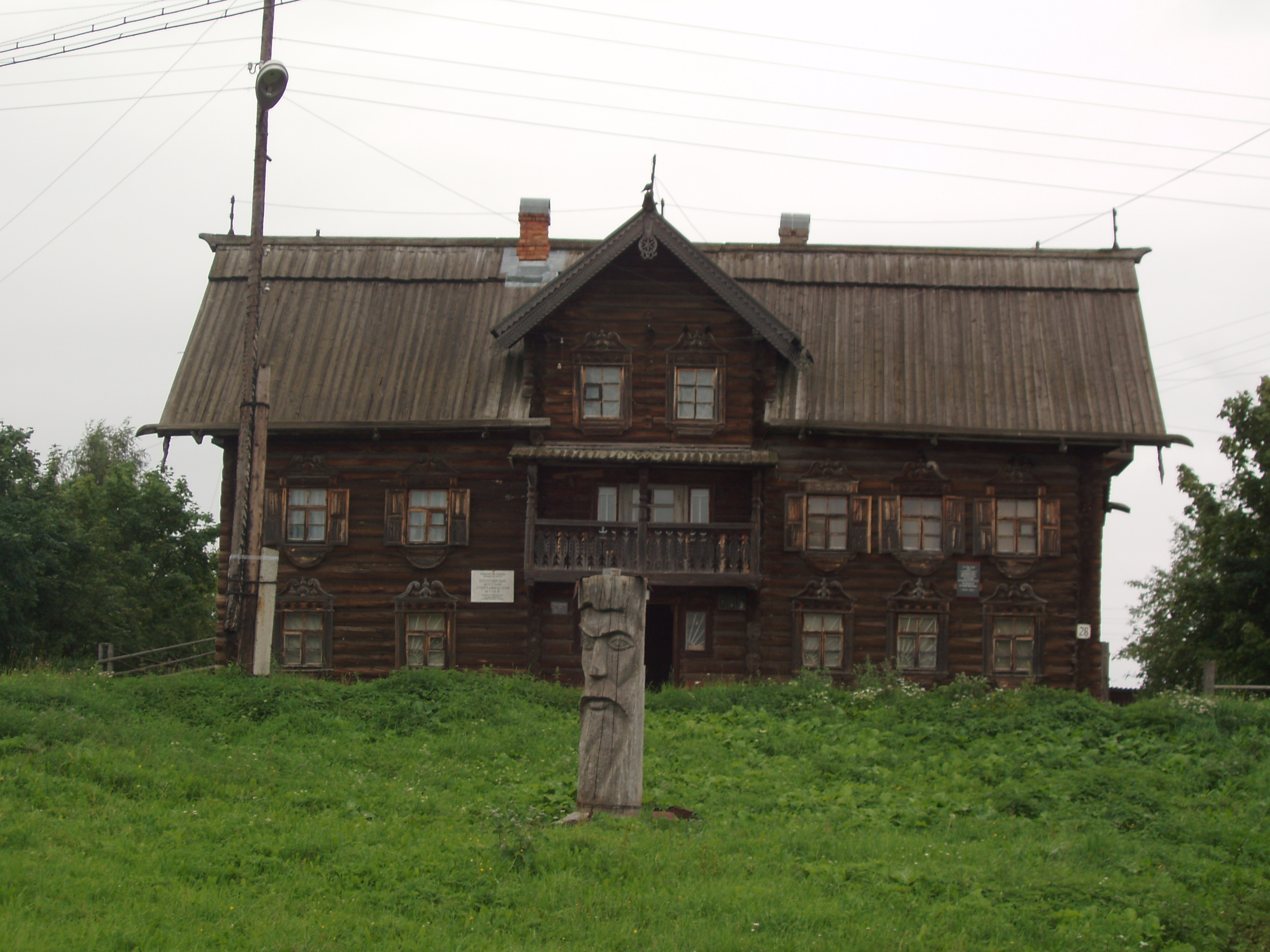
Museo de los vepsios en Shyoltozero

En las primeras crónicas del Rus de Kiev, se les llama "Весь" (Ves') y en algunas fuentes árabes se les llama Wisu. La existencia del pueblo vepsio no se conoció ampliamente hasta mediados del siglo XIX. A pesar de su estrecha relación con las lenguas de Carelia, Laponia y Finlandia, la lengua vepsia fue, por tanto, una de las últimas lenguas urálicas en ser reconocida como tal. Los vepsios eran 25.607 en 1897, 7.300 de ellos habitaban Karelia Oriental. A principios del siglo XX, hubo signos de despertar nacional entre los vepsios. La política de nacionalidades soviética apoyó este progreso, y se formaron 24 unidades administrativas con el estatus de soviets de aldea nacional. Se desarrollaron el alfabeto y el lenguaje escrito. Los maestros comenzaron a instruir en el idioma propio. Esta política cambió totalmente desde 1937, cuando se abolieron los distritos nacionales vepsios.
Durante el período de posguerra, muchos vepsios se mudaron de sus aldeas históricas a las ciudades. En 1983, por iniciativa de académicos vepsios se llevó a cabo una investigación que mostró que había cerca de 13.000 vepsios en la Unión Soviética, 5.600 de los cuales vivían en Karelia, 4.000 en la región de Leningrado y poco menos de 1.000 en la región de Vologda. Una nueva cartilla Abekirj y otros libros de escuela primaria se publicaron en Petrozavodsk en 1991. Kodima, un periódico de Vepsian, se publica desde 1993. El Vólost Nacional Vepsio, una comunidad rural autónoma vepsia se formó dentro de Karelia en 1994, abarcando 8.200 kilómetros cuadrados y 3.373 habitantes. Las autoridades de la República de Karelia concedieron cierta autonomía presupuestaria a la comunidad vepsia en 1996. El idioma propio se enseñó como asignatura en dos escuelas, en Shyoltozero y Rybreka. Sin embargo, el resurgimiento cultural se desaceleró en la segunda mitad de la década de 1990 y las autoridades federales abolieron la autonomía en 2006. Hoy en día, la generación joven en general no habla el idioma.